# Manuel Viniegra
Manuel Viniegra García (Monterrey, 26 aprile 1988) è un ex calciatore messicano, di ruolo centrocampista.

## Caratteristiche tecniche
È un centrocampista difensivo.

## Palmarès

### Club

#### Competizioni nazionali
- Campionato messicano: 2

Tigres UANL: 2011 (A), Apertura 2015